# Ceropegia speciosa
Ceropegia speciosa är en oleanderväxtart som beskrevs av H. Huber. Ceropegia speciosa ingår i släktet Ceropegia och familjen oleanderväxter. Inga underarter finns listade i Catalogue of Life.